# Ahmednagar
Ahmednagar (eller Ahmadnagar) är en stad i västra Indien, och är belägen i delstaten Maharashtra. Den är administrativ huvudort för distriktet Ahmednagar och hade cirka 350 000 invånare vid folkräkningen 2011. Storstadsområdet, inklusive Ahmednagars garnisonsstad, beräknades ha cirka 400 000 invånare 2018. Staden grundades 1494 av Ahmad Nizam Shah på en plats som hette Bhingar, och var under en period huvudstad för furstendömet Ahmednagar. Befolkningen består av marather och kunbier. Aurangzeb dog i staden 1707.
Maratherna erövrade staden från muslimerna 1790 och den erövrades sedan (första gången) av britterna 1803. Under den brittiska perioden blommade staden upp, genom handel med bomull och silke, som ersatte de tidigare näringarna mattvävning och papperstillverkning. 